# Daalwijkbrug
De Daalwijkbrug (brug 1076) is een bouwkundig kunstwerk in Amsterdam-Zuidoost. In de periode 2018-2019 werd de brug tevens een artistiek kunstwerk. Alle bruggen uit de serie 1000-1099, voor zover in 2020 nog aanwezig, liggen in die wijk, behalve brug 1000 die in Amsterdam-Noord ligt.

## Brug 1076
Deze brug in de vorm van een viaduct is gelegen in de Dolingadreef, een verkeersader die noord-zuid loopt. Ze overspande tijdens de aanleg het Strandvlietpad dat juist oost-west loopt. Een deel van het Strandvlietpad ten westen van het bouwwerk verdween tijdens de bebouwing van de Venserpolder en kreeg in Berthold Brechtstraat een nieuwe naam. Na de aanleg van die wijk verbond de Daalwijkbrug die wijk met de straat Daalwijk.
Het ontwerp kwam van de architect Dirk Sterenberg van de Dienst der Publieke Werken, die in de Dolingadreef minstens drie bruggen mocht ontwerpen: de Drostenburgbrug, de Daalwijkbrug en Dolingadreefbrug. De drie bouwwerken waren nodig ter ondersteuning van de geschieden verkeersstromen in de Bijlmermeer. Het gemotoriseerd, inclusief openbaar vervoer, verkeer rijdt op het dijklichaam en bovenlangs, voet- en fietspaden liggen op het maaiveld. Sterenberg liet meer sporen achter want deze brug werd tegelijk gebouwd met bruggen 1007, 1207, 1208, 1209, 1210, 1211, 1212 en 1213; de bruggen hebben alle hetzelfde uiterlijk meegekregen, al varieerde Sterenberg binnen het model. Net als bijvoorbeeld bij de Frissensteinbrug staat ook hier het afwijkende kastje voor de verlichting.
De brug heeft twee namen:
- de officiële naam Daalwijkbrug, maar niet aangegeven middels een naambord, dankt ze aan de nabijgelegen straat Daalwijk, op haar beurt vernoemd naar een hofstede in Markelo in Overijssel en een patriciërshuis nabij Zuilen in Utrecht.
- de officieuze naam Tunnel of Love, wel aangegeven met bord, dankt ze aan een in 2018/2019 door Playground Amsterdam aangebracht kunstwerk dat in samenwerking met leerlingen van plaatselijke scholen het uiterlijk van met name het tunnelgedeelte opfleurt. De onderzijde van het brugdek alsmede de muren zijn rood (kleur van de liefde) en overal zijn hartjes te zien.[1]

Amsterdam kent ook een Daalwijkdreefbrug, ook nabij Daalwijk maar dan in de Daalwijkdreef.

## Afbeeldingen

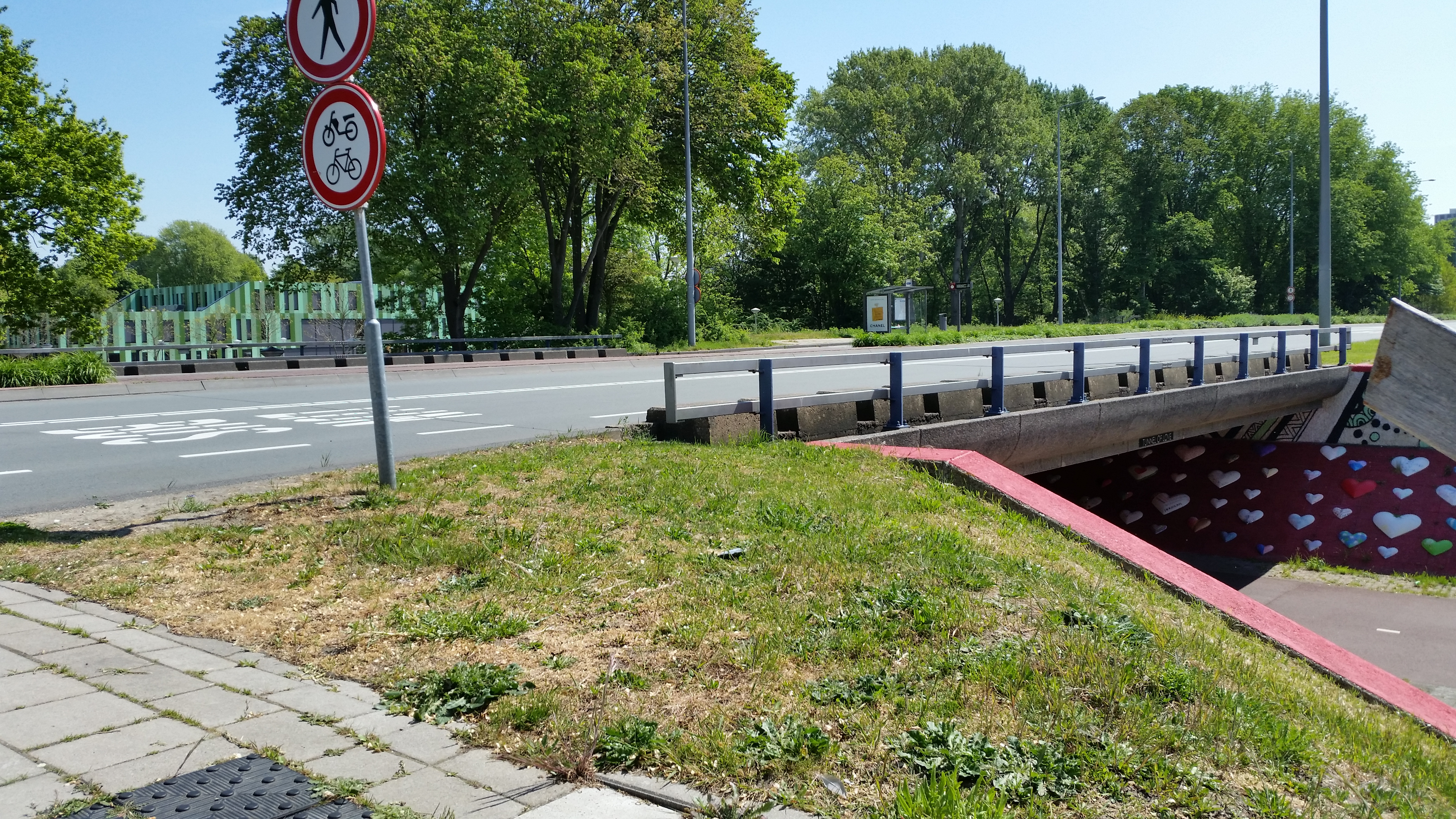
Daalwijkbrug bovendeks (mei 2020)
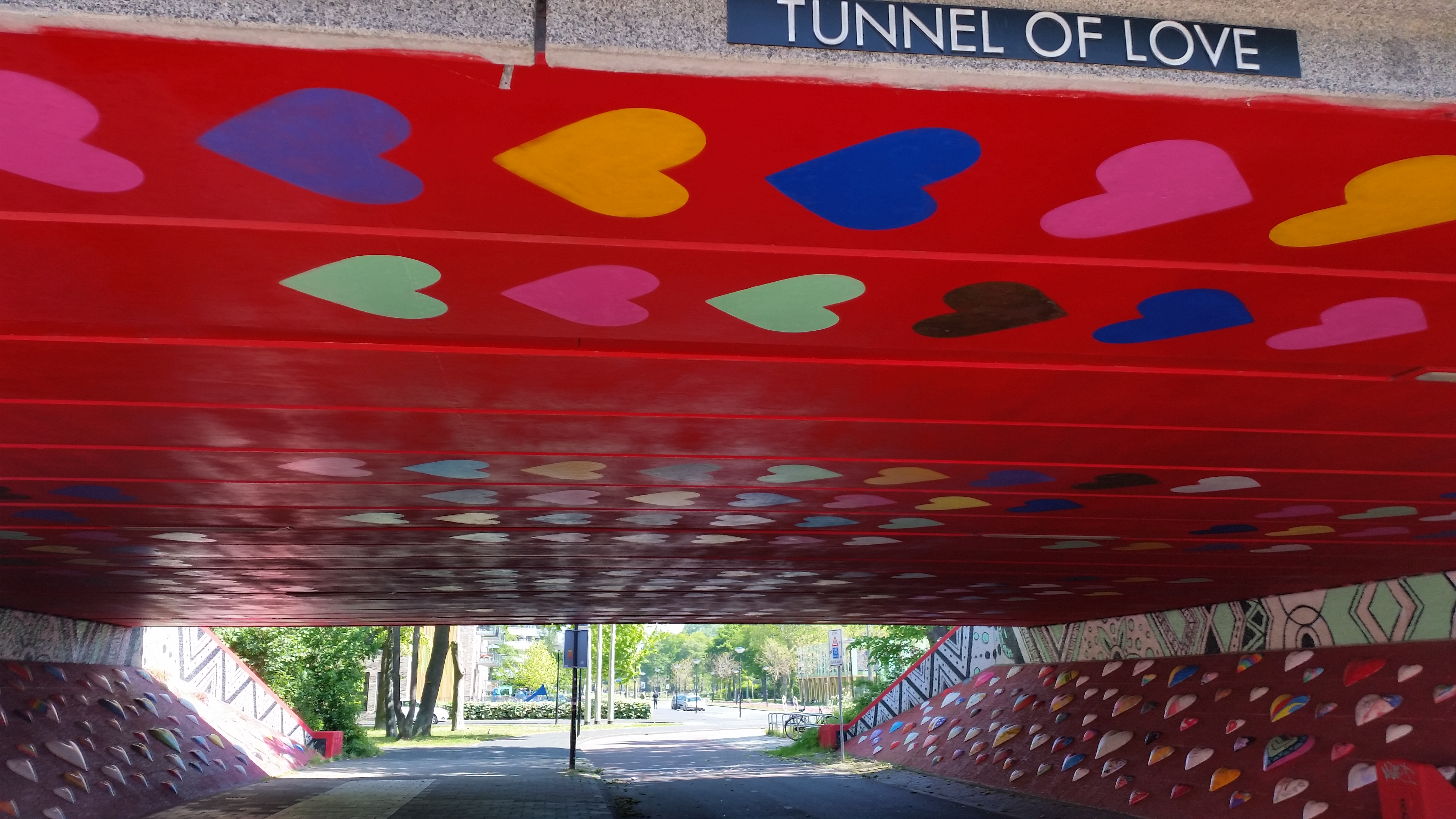
Tunnel of love (mei 2020)
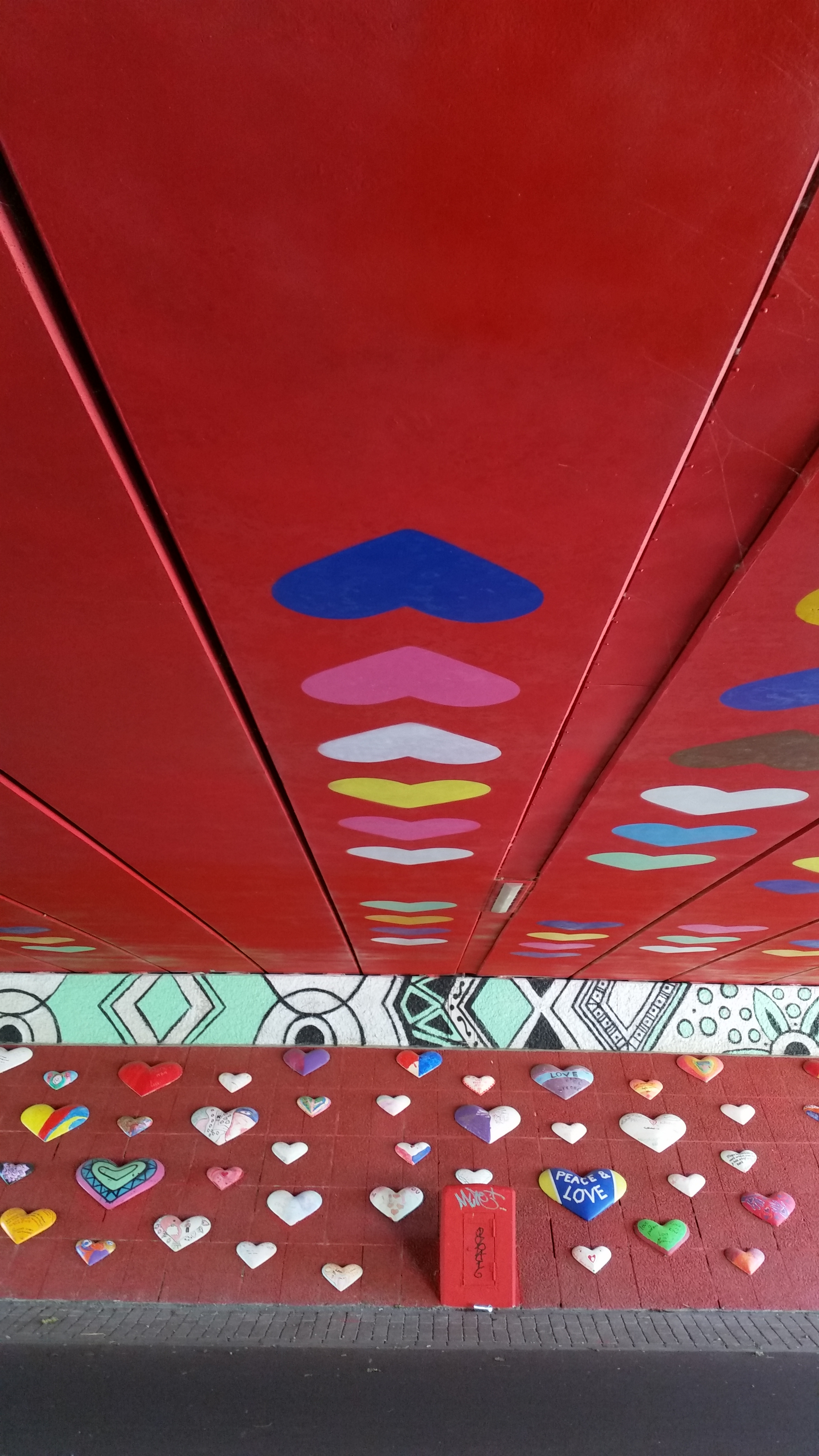
Betonligger met daaronder aansluiting brugverlichting (mei 2020)

<<< · 1000 · 1001 · 1002 · 1003 · 1004 · 1005 · 1006 · 1007 · 1008 · 1009 · 1010 · 1011 · 1012 · 1013 · 1014 · 1018 · 1028 · 1029 · 1030 · 1032 · 1033 · 1034 · 1035 · 1036 · 1037 · 1038 · 1039 · 1040 · 1041 · 1044 · 1045 · 1046 · 1048 · 1049 · 1050 · 1051 · 1062 · 1063 · 1064 · 1065 · 1066 · 1067 · 1076 · 1077 · 1078 · 1083 · 1090 · 1092 · 1093 · 1094 · 1095 · 1096 · 1097 · 1098 · 1099 · >>>
Brugnummers  1015, 1016, 1017, 1019, 1020, 1021, 1022, 1023, 1024, 1025, 1026, 1027, 1031, 1042, 1043, 1047, 1052/1053 (niet gebouwd), 1054, 1055, 1056, 1057, 1058, 1059, 1060, 1061, 1068, 1069-1075, 1079, 1080, 1081, 1082, 1084-1088, 1089 en 1091 (onbekend) zijn niet meer vergeven. De meesten daarvan zijn gesloopt in verband met sanering Zuidoost. Alle bruggen lagen en liggen in Zuidoost behalve bruggen 1000 en 1002.